# Bistum Peterborough
Das Bistum Peterborough (lateinisch Dioecesis Peterboroughensis, englisch Diocese of Peterborough) ist eine in Kanada gelegene römisch-katholische Diözese mit Sitz in Peterborough. 

## Geschichte
Am 25. Januar 1874 errichtete Papst Pius IX. aus Gebietsabtretungen des Bistums Kingston das Apostolische Vikariat Nord-Kanada. Am 11. Juli 1882 wurde es durch Papst Leo XIII. zum Bistum erhoben, in Bistum Peterborough umbenannt und dem Erzbistum Kingston als Suffraganbistum unterstellt. Das Bistum Peterborough gab am 16. September 1904 Teile seines Territoriums zur Gründung des Bistums Sault Sainte Marie ab.

## Ordinarien

### Apostolische Vikare von Nord-Kanada
- 1874–1882 Jean-François Jamot

### Bischöfe von Peterborough
- 1882–1886 Jean-François Jamot
- 1886–1889 Thomas Joseph Dowling, dann Bischof von Hamilton
- 1889–1913 Richard Alphonsus O’Connor
- 1913–1929 Richard Michael Joseph O’Brien, dann Koadjutorerzbischof von Kingston
- 1930–1942 Dennis P. O’Connor
- 1943–1945 John Roderick MacDonald, dann Koadjutorbischof von Antigonish
- 1945–1953 Joseph Gerald Berry, dann Erzbischof von Halifax
- 1954–1968 Benjamin Ibberson Webster
- 1968–1975 Francis Anthony Marrocco
- 1976–2002 James Leonard Doyle
- 2002–2014 Nicola de Angelis CFIC
- 2014–2017 William Terrence McGrattan, dann Bischof von Calgary
- 2017–0000 Daniel Miehm